# Герасим (Князев)
Герасим Князев (ум. 1829) — архимандрит, настоятель Симонова монастыря Московской епархии Русской православной церкви.

## Биография
Герасим Князев происходил из купцов и «словесным наукам не обучался». С 1791 года он был игуменом Николаевского Моденского монастыря Новгородской епархии РПЦ, а 19 мая 1795 года был переведен в Тихвинский Богородичный Успенский монастырь с возведением в сан архимандрита.
В 1805 году Герасиму и будущим по нем архимандритам были присвоены все отличия при священнослужении, какие присвоены Кирилло-Белоозерскому архимандриту.
В 1806 году ему было дано право носить на скрижалях мантии икону Благовещения и Тихвинскую икону Богоматери и совершать богослужение во всем подобно архимандриту Полтавского Крестовоздвиженского монастыря.
15 февраля 1810 году Герасим был переведен в Симонов монастырь города Москвы с сохранением всех прежде полученных им преимуществ. В 1812 году, во время вторжения наполеоновских войск в пределы Российской империи Герасим проявил особую распорядительность в деле спасения не только церковного имущества Симонова монастыря, но и сокровищ других монастырей и Успенского собора, отправленных им в Вологду.
В 1813 году он был награждён орденом Святого Владимира 3-й степени, в 1816 году орденом Святого Владимира 2-й степени.
В 1821 года Герасим был уволен на покой и умер 6 июня 1829 года. Он был погребен в Симонове монастыре, за алтарем Успенского собора.
Герасим пользовался в Москве популярностью среди купечества. Он держался строго охранительного направления и сплачивал около себя всех противников сомнительных, с православной точки зрения, новшеств. «Добренькие сыны Греко-Российской Церкви», по словам Герасима, в смущении духа приносили к нему «новопечатные книжки, и плакали и горевали», говоря: «смотрите, батюшка, что ныне печатают». В число этих книг попали не только мистические книги вроде «Таинства Креста», но и «Мученики» Шатобриана. Печалясь о том, что враги Церкви «из сих овечек стада Христова утаскивают к себе», Герасим обличал еретиков и вольнодумцев в донесениях, которые он подавал высшим властям, митрополитам Амвросию и Серафиму, а через Юрьевского архимандрита Фотия и самому «великому слуге Божию» графу Аракчееву.
Герасим пользовался особым расположением Фотия. «Возлюбленный о Господе брате, рабе верный Христов и сподвижник, отче преподобный Герасим,» — писал Фотий Герасиму после «падения» министра духовных дел князя А. Н. Голицына, — «знаю, что ты, яко Савва Освященный, ревновал, ревнуешь за Св. Церковь и за Св. Веру; сладко мне слышать твои слова и подвиги; порадуйся, старче преподобный! министр наш один Господь Иисус Христос во славу Бога Отца».
Люди противоположных взглядов не стеснялись в своих отзывах о Герасиме и его «овечках». Невзоров «добреньких овечек» Герасима называл «богатыми торгашами, во время войны нажившими от крови и слез миллионы», а его самого причислял к духовным лицам, которые «любят быть на свадьбе в Кане и попировать в Вифании, а от Голгофы прочь».